# Robert Adrain
Robert Adrain (30 de setembro de 1775 – New Brunswick, 10 de agosto de 1843) foi um matemático irlandês, cuja carreira foi passada nos EUA. Ele foi considerado uma das mentes matemáticas mais brilhantes da época na américa-norte, durante um período em que poucos acadêmicos realizavam pesquisas originais. Ele é principalmente lembrado por sua formulação do método dos mínimos quadrados.

## Biografia
Ele nasceu em Carrickfergus, County Antrim, Irlanda, mas deixou a Irlanda depois de ser ferido na insurreição fracassada do Sociedade dos Irlandeses Unidos em 1798 e mudou-se para Princeton, New Jersey. Ele ensinou matemática em várias escolas nos Estados Unidos. Ele foi presidente da York County Academy em York, Pensilvânia, de 1801 a 1805. Em 1812, Adrain foi eleito membro da American Philosophical Society.
Ele é lembrado principalmente por sua formulação do método dos mínimos quadrados, publicada em 1808. Adrain certamente não conhecia a obra de Carl Friedrich Gauss sobre os mínimos quadrados (publicado em 1809), embora seja possível que ele tenha lido o artigo de Adrien-Marie Legendre sobre o assunto (publicado em 1806).
Adrain foi editor e colaborador do Mathematical Correspondent, o primeiro periódico matemático dos Estados Unidos. Mais tarde, ele tentou duas vezes fundar seu próprio jornal, The Analyst, ou Mathematical Museum, mas nas tentativas de 1808 e 1814, ele não atraiu assinantes suficientes e rapidamente cessou a publicação. Ele foi eleito Fellow da American Academy of Arts and Sciences em 1813. Em 1825, ele fundou uma publicação um pouco mais bem-sucedida visando um público mais amplo, The Mathematical Diary, que foi publicado até 1832.
Adrain, Gauss e Legendre motivaram o método dos mínimos quadrados pelo problema de reconciliar medidas físicas díspares; no caso de Gauss e Legendre, as medidas em questão eram astronômicas e, no caso de Adrain, eram medidas de levantamento.

Adrain era o pai do congressista Garnett B. Adrain. Robert Adrain morreu em New Brunswick, Nova Jersey.